# Збжезьниця
Збжезьниця (пол. Zbrzeźnica) — село в Польщі, у гміні Замбрув Замбровського повіту Підляського воєводства.
Населення — 294 особи (2011).
У 1975-1998 роках село належало до Ломжинського воєводства.

## Демографія
Демографічна структура станом на 31 березня 2011 року:
|          | Загалом | Допрацездатний вік | Працездатний вік | Постпрацездатний вік |
| -------- | ------- | ------------------ | ---------------- | -------------------- |
| Чоловіки | 146     | 31                 | 98               | 17                   |
| Жінки    | 148     | 37                 | 79               | 32                   |
| Разом    | 294     | 68                 | 177              | 49                   |